# Straßenbahn Wladiwostok
Die Straßenbahn Wladiwostok ist ein breitspuriger Straßenbahnbetrieb in der ostsibirischen Stadt Wladiwostok.
Die Bahn wurde am 22. Oktober 1912 als meterspurige Pferdebahn unter dem Namen Erste Russische Ostsibirische Straßenbahngesellschaft eröffnet. Eingesetzt wurden Wagen, welche aus Österreich-Ungarn geliefert wurden. Bis 1934 wuchs das Netz auf rund 21 Kilometer an. Zwischen März und Dezember dieses Jahres wurde das komplette Netz von der Meterspur auf die russische Breitspur von 1524 mm umgespurt. Bis ins Jahr 1989 wurde das Netz dann auf 46,2 Kilometer erweitert. Aufgrund der Topographie der Stadt gibt es zahlreiche Streckenabschnitte mit starken Steigungen. 

Schematischer Liniennetzplan (Stand 2006)

Seit 2010 wird auf dem Netz nur noch die Linie mit der Nummer 6 betrieben. Befahren wird die Linie von 47 Fahrzeuge des Typs RWZ-6 aus dem Jahr 1976–1988, 25 Wagen des Typs KTM-5 aus den Jahren 1988–1992, 20 Wagen des Typs KTM-8 aus den Jahren 1992–1994 und fünf LM-93 aus den Jahren 1996–1999. Die aus dem lettischen Riga stammenden RWZ-6 wurden 2001 in den eigenen Betriebsstätten grundlegend erneuert.
Seit dem Oktober 1997 konnte man mit der Straßenbahn kostenlos fahren. Diese Geste des Bürgermeisters sicherte ihm die Wiederwahl. Zudem brachte es der Bahn rund 400.000 Kunden täglich, was rund 60 Prozent aller Fahrgäste des ÖPNV entsprach. Inzwischen müssen die Fahrgäste wieder zahlen, die Einzelfahrt kostete im Sommer 2003 drei Rubel.
Neben den Straßenbahnen verkehren in der Stadt O-Busse. Dieses Netz ist 56,2 Kilometer lang, reicht teilweise weit in die Vororte hinaus und soll wegen der schwierigen Topographie weiter ausgebaut werden.